# Sønderho
Sønderho är en tätort i Fanø kommun i Region Syddanmark i Danmark. Tätorten har 291 invånare (2024). Den ligger på ön Fanø, cirka 13 kilometer söder om Esbjerg. Orten var tidigare den största på ön, men numera är Nordby störst.

## Sønderho Redningsstation
Sønderho Redningsstation inrättades 1887 som en båtstation på Strandvejen 15 utan raketapparat och försågs med roddräddningsbåt RRB 57 på 30 fot, som byggdes på Orlogsværftet i Köpenhamn 1887. Stationens roddbåt ersattes med en motorräddningsbåt MRB 27, byggd av Lürzens Werft i Bremen 1958. Båthuset lades ned 1974, och stationen flyttade in i busstationen. Sønderho Gamle Redningsstation blev museum 1988 och drivs av Fonden Gamle Sønderho. Det är försett med en tidigare roddräddningsbåt från Skagen. Båthuset är sedan 1998 ett byggnadsminne.
Den nuvarande räddningsstationen disponerar en snabbgående öppen räddningsbåt och en rescuerunner.

## Bildgalleri

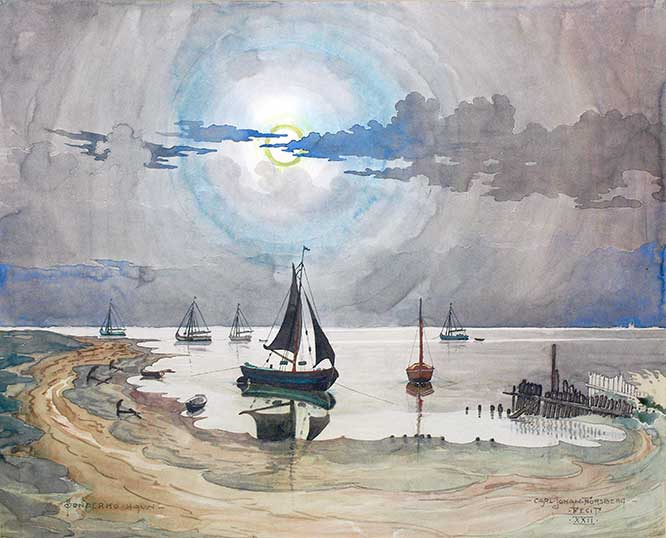
Hamnen i Sønderho, 1922, av Carl Johan Forsberg.
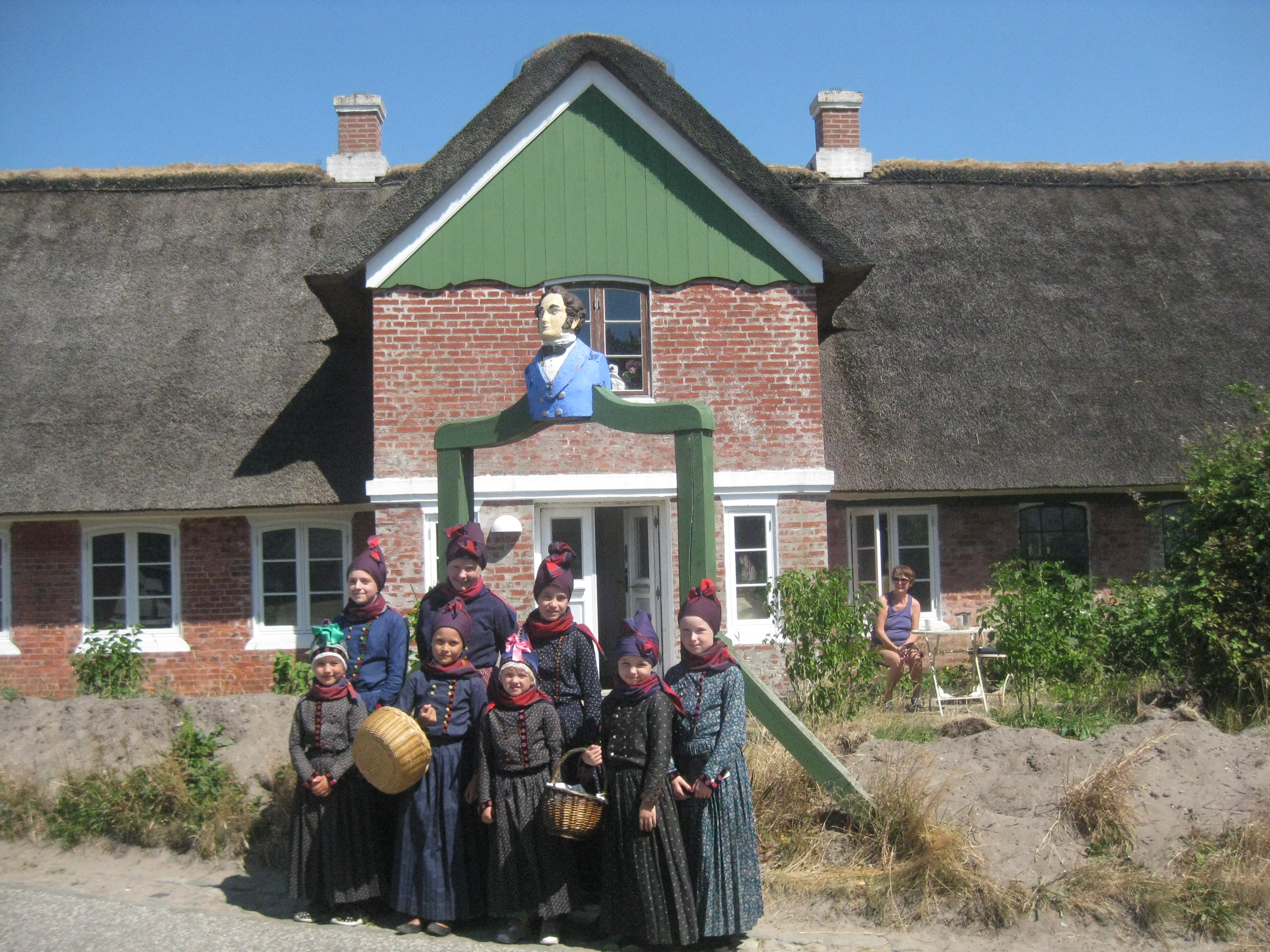
Gallionsgården, från 1847. Bilden tagen 2018.
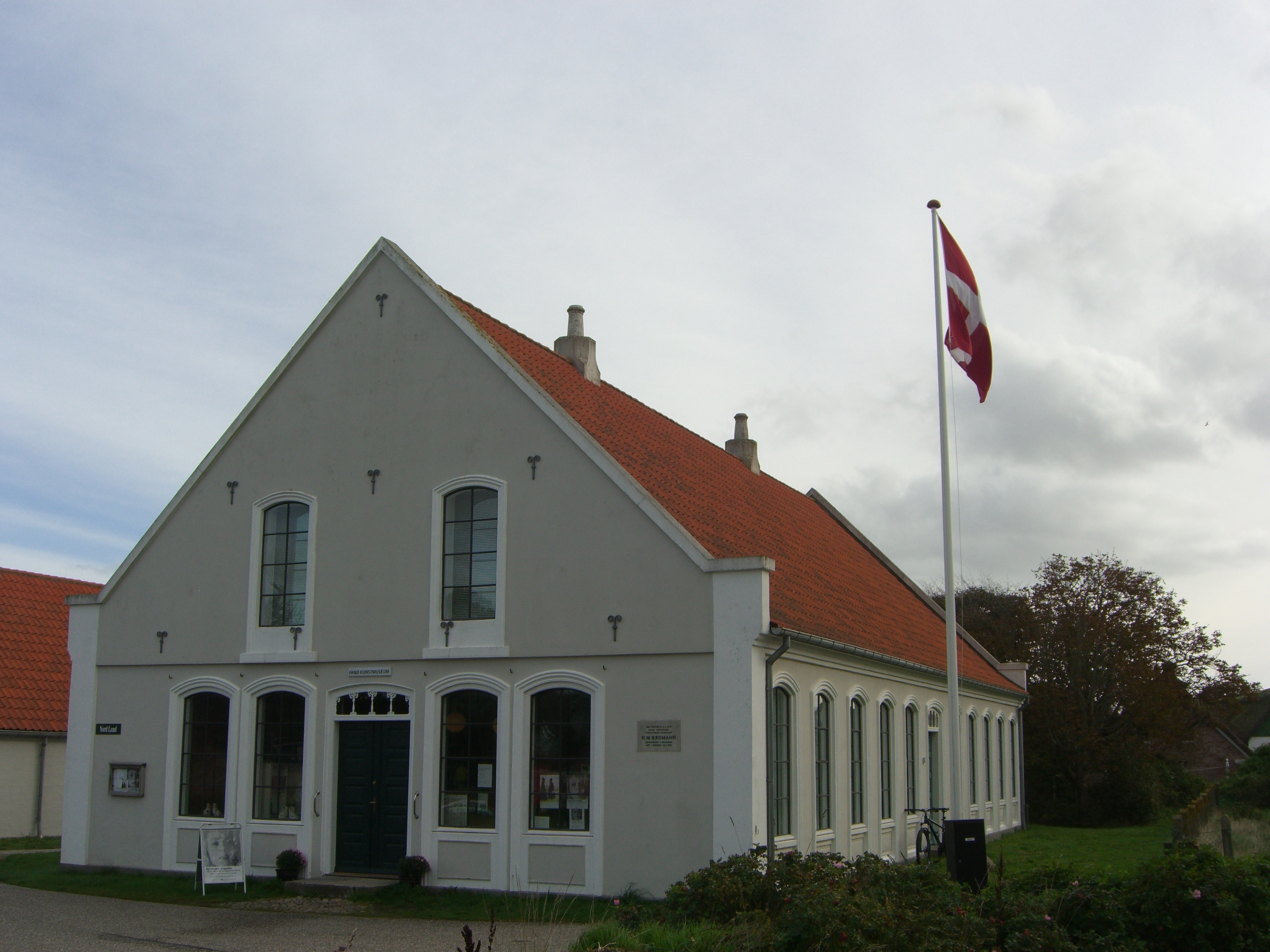
Fanø Kunstmuseum.
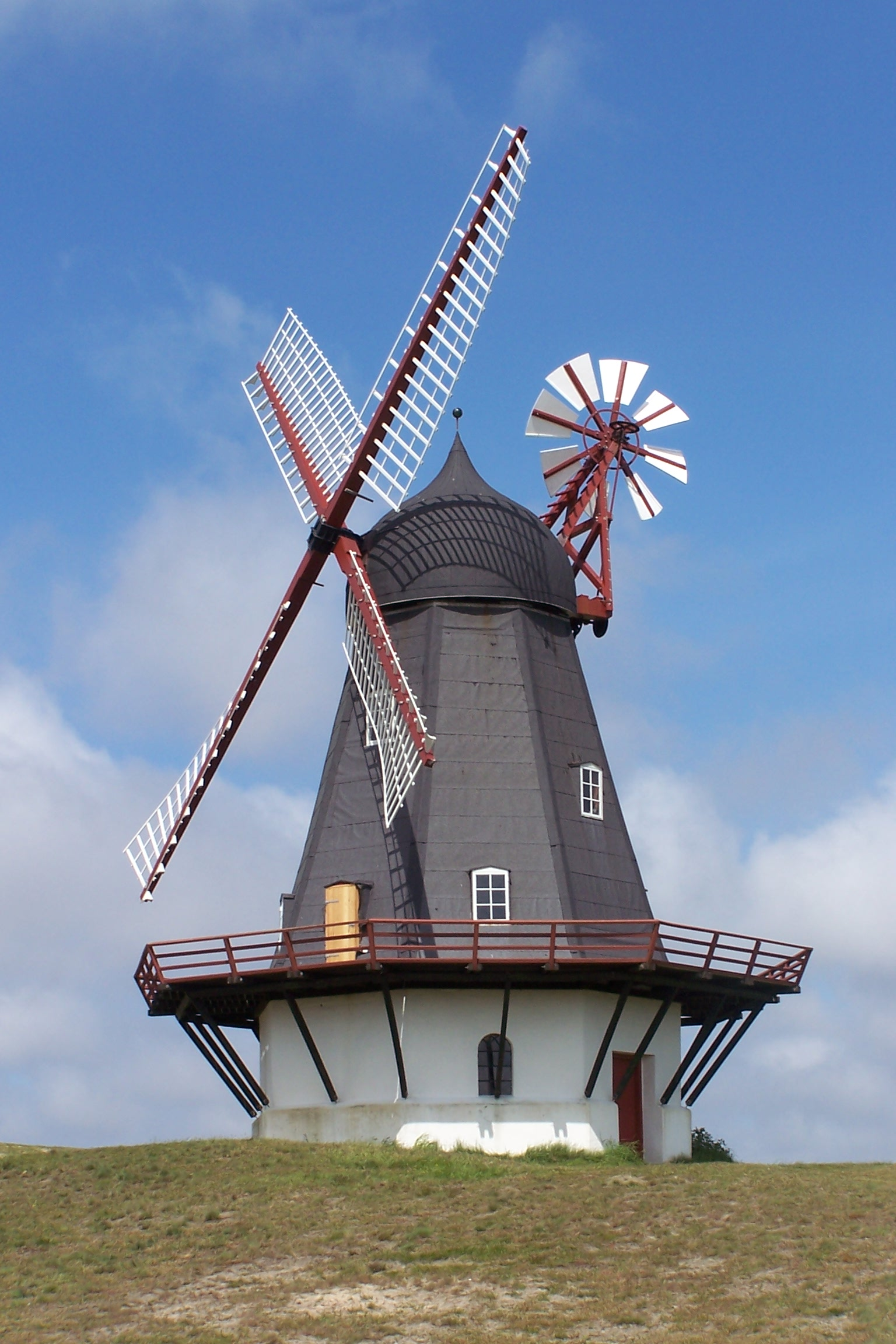
Fanøs väderkvarn, som byggdes 1895.